# Banjo-Kazooie: Nuts & Bolts
Banjo-Kazooie: Nuts & Bolts (Banjo-Kazooie: Boutjes & Moertjes) is een bouw- en platformspel in Rares Banjo-Kazooie-serie welke voor het eerst is aangekondigd op de X06 Media Briefing. Het is het vijfde spel in de serie. Het is ook het eerste spel in de serie dat niet op een console van Nintendo verschijnt en volledig naar het Nederlands is vertaald. Directeur Gregg Mayles stelde dat ongeveer 80 procent van Boutjes & Moertjes bestaat uit het gebruik van voertuigen. Rare heeft verschillende personages aangekondigd, inclusief terugkerende personages. De eindscène van Banjo-Tooie moest spelers doen geloven dat het vervolg Banjo-Threeie zou gaan heten. Het spel is op 11 november 2008 uitgebracht.

## Verhaal
Het verhaal speelt acht jaar na Banjo-Tooie. Banjo en Gruntilda (Grompie) strijden met elkaar om te bepalen wie de echte heerser is van Spiral Mountain (Spiraalberg). Banjo wil het gebied graag houden zoals het is, terwijl Grompie er graag wolkenkrabbers en winkelcentra wil laten bouwen. Een nieuw personage genaamd Lord of Games (de Grote Spelletjes Meneer ofwel de G.S.M.) probeert de strijd te beslechten door een aantal werelden en uitdagingen te creëren. De G.S.M. verplaatst de andere personages naar Showdown Town (Speelstad), waar zijn hoofdkwartier ligt, en laat de wedstrijd beginnen. De winnaar is de echte eigenaar van Spiraalberg; de verliezer moet voor eeuwig werken in G.S.M.'s videospelfabriek. Terwijl Banjo en Kazooie proberen te winnen door uitdagingen aan te gaan, probeert Grompie het duo te stoppen met haar magie. Grompie de heks wordt tijdens de wedstrijden geholpen door een leger mechanische Gruntbots (Grombots).

## Gameplay
Het spel is geen standaard third-person actie- en platformspel zoals de vorige delen uit de serie, maar gebruikt voertuigen om Banjo en Kazooie door de levels te verplaatsen. Volgens Mayles bevat ongeveer 20 procent van het spel traditionele platformelementen, zoals het hangen aan randen en het balanceren over touwen. Banjo en Kazooie hebben daarentegen geen "aanvallen" om uit te voeren, behalve een draaiaanval die Kazooie uitvoert met haar moersleutel.

### Voertuigen
Voertuigen spelen een prominente rol in het spel. De speler kan een voertuig bouwen door gebruik te maken van de 1600 verschillende onderdelen, zoals panelen, motors, wielen, vleugels, propellers, brandstof en wapens. Ook zijn er voertuigen aanwezig die al voor de speler gebouwd zijn. Zo zijn er blauwdrukken van een Banjo 4x4, een Banjoboot, een Banjokopter en een Banjovliegtuig. Ook Grompie bestuurt een voertuig. De voertuigen kunnen op veel verschillende manieren worden gebouwd, zoals te zien was in een demonstratievideo waarin een voertuig werd gebouwd dat nog het meest leek op een 8-bits sprite van Mario.

### Voorwerpen
In dit deel komen verscheidene gameplay-elementen uit vorige spellen voor, zoals muzieknoten en Jiggys (Puzzelstukkies). In een editie van Scribes, een vraag- en antwoordrubriek op de website van Rare, gaf Rare aan dat "de speler het spel zelf moeilijker of makkelijker kan maken door opdrachten op een andere manier uit te voeren." Later bleek dat dit sloeg op de manier waarop de speler zijn voertuig bouwt.
In Banjo-Kazooie konden muzieknoten worden verzameld om er vervolgens deuren mee te openen. In Banjo-Tooie werden dezelfde noten gebruikt om Banjo en Kazooie nieuwe aanvallen te leren. In Boutjes & Moertjes worden noten gebruikt om onderdelen voor een voertuig aan te schaffen. Zo zijn er deze keer gouden, zilveren en koperen muzieknoten te verzamelen die allemaal verschillen in waarde. Er is ook een nieuwe magische moersleutel. Dit voorwerp speelt een belangrijke rol, omdat het wordt gebruikt voor zowel het bouwen als het verplaatsen van objecten via een gele straal die uit de moersleutel schiet. Ook gebruikt Kazooie de moersleutel als hoofdwapen tegen vijanden als het duo niet in een voertuig zit.

## Nederlandse vertaling
Het spel is opvallend genoeg volledig naar het Nederlands vertaald. Met deze lokalisatie wilde Microsoft met Boutjes & Moertjes een breder en jonger publiek aanspreken. Frappant is dat álle woordgrappen in het Engels, waar Rare zo berucht om is, zijn meevertaald, dat diverse personages (zoals Mumbo, Humba Wumba en Klungo) ook in het Nederlands een eigen spraakgebrek hebben en dat ook Grompie de rijmheks er in het Nederlands lustig op los rijmt. Om ervoor te zorgen dat Engelse namen in de Nederlandse tekst niet uit de toon vielen, en omdat er in woordgrapjes diverse toespelingen op deze namen worden gemaakt, zijn ook de namen van een aantal personages naar het Nederlands vertaald. Zo heet Bottles in het Nederlands Meneer Fles en wordt Clonker in het Nederlands Kletter. Het nadeel hiervan is dat de link tussen Boutjes & Moertjes en de eerdere (niet-vertaalde) delen van Banjo-Kazooie verloren gaat, maar dit is inherent aan het vertaalproces.
In sommige recensies wordt geklaagd dat de Nederlandse vertaling te lang is en te snel over het scherm schiet, het tegenargument hierop is dat de Engelse versie hetzelfde probleem heeft. De Nederlandse vertaling is gemiddeld  11% langer dan het Engels.
Er gingen geruchten dat het spel door de vertaling 20 euro duurder zou zijn geworden. Dit klopt echter niet, omdat de oorspronkelijke Engelse versie, waarvoor geen vertaalkosten zijn gemaakt, dezelfde prijs heeft als de Nederlandse versie. Wat wel klopt is dat de Amerikaanse versie ongeveer 20 euro goedkoper is. Dit lijkt te maken te hebben met een marketingcampagne van Microsoft die specifiek gericht is op de Amerikaanse markt.

## Personages
| Engels                | Nederlands                 |
| --------------------- | -------------------------- |
| Banjo the Honey Bear  | Banjo de Honingbeer        |
| Kazooie the Breegull  | Kazooie de Pleemeeuw       |
| Gruntilda Winkybunion | Grompie Knipperkont        |
| The Lord of Games     | De Grote Spelletjes Meneer |
| Mumbo                 | Mumbo                      |
| Humba Wumba           | Humba Wumba                |
| Klungo                | Klungo                     |
| Bottles               | Meneer Fles                |
| Trophee Thomas        | Trofee Thomas              |
| Boggy                 | Boggy                      |
| Piddles               | Plasje                     |
| Captain Blubber       | Kapitein Blubber           |
| Mr. Fit               | Meneer Fit                 |
| Jolly Dodger          | Piet Plagiaat              |
| Pikelet               | Biggetje                   |

## Zones
| Engels              | Nederlands         |
| ------------------- | ------------------ |
| Showdown Town       | Speelstad          |
| Nutty Acres         | Noottoestand       |
| LOGBOX 720          | GSMBOX 720         |
| Jiggoseum           | Colospuzzelstukkie |
| Banjoland           | Banjoland          |
| Terrarium of Terror | Terreurterrarium   |
| Spiral Mountain     | Spiraalberg        |

## Trivia
- Het spel is opgenomen in het boek 1001 Video Games You Must Play Before You Die van Tony Mott.